# 14504 Tsujimura
14504 Tsujimura (1995 YL3) là một tiểu hành tinh vành đai chính được phát hiện ngày 27 tháng 12 năm 1995 bởi T. Kobayashi ở Oizumi.